# A Black Conspiracy
Pour plus de détails, voir Fiche technique et Distribution.
A Black Conspiracy est un film muet américain réalisé par Walter Edwards et sorti en 1913.

## Synopsis
Juste avant la Guerre civile, la vie de gens du Sud divisé quant à la question de l'abolition...

## Fiche technique
- Réalisation : Walter Edwards
- Scénario : Richard V. Spencer
- Producteur : Thomas H. Ince
- Date de sortie : 
  - États-Unis : 2 mai 1913

## Distribution
- Richard Stanton : John Tivers
- Mildred Bracken : Grace White
- Sherman Bainbridge
- Ray Myers
- William Clifford
- Clara Williams
- Ethel Grandin